# Hermann Pohlmann
Hermann Pohlmann (26 de junio de 1894 - 7 de julio de 1991) fue un ingeniero aeroespacial alemán. 
Fue el diseñador principal del Junkers Ju 87 Stuka, un bombardero en picado utilizado durante la Segunda Guerra Mundial, antes de convertirse en el diseñador jefe adjunto de Blohm & Voss.
Después de la guerra, cuando se recreó el Hamburger Flugzeugbau (HFB) en 1956, fue nombrado diseñador jefe y dirigió el equipo que diseñó el HFB 320 Hansa Jet.